# Бріджет Слоун
Бріджет Слоун (англ. Bridget Sloan; нар. 23 червня 1992, Цинциннаті, США) — американська гімнастка, олімпійська медалістка.

## Виступи на Олімпіадах
| Олімпіада  | Дисципліна        | Місце             |
| ---------- | ----------------- | ----------------- |
| Пекін 2008 | вільні врави      | 14 (кваліфікація) |
| Пекін 2008 | різновисокі бруси | 25 (кваліфікація) |
| Пекін 2008 | колода            | 10 (кваліфікація) |
| Пекін 2008 | абсолютний залік  | 11 (кваліфікація) |
| Пекін 2008 | командний залік   | 2                 |